# Atletica leggera ai Giochi della XIX Olimpiade - Salto in lungo femminile

Viorica Viscopoleanu (il salto vincente è all'inizio del filmato)

Il salto in lungo ha fatto parte del programma femminile di atletica leggera ai Giochi della XIX Olimpiade. La competizione si è svolta nei giorni 13-14 ottobre 1968 allo Stadio Olimpico Universitario di Città del Messico.

## L'eccellenza mondiale
| Campionessa olimpica e primatista mondiale | 6,76 1964 | Mary Rand       | Rit. 1967 |
| Campionessa europea 1966                   | 6,55      | Irena Szewińska | Presente  |

## Risultati

### Turno eliminatorio
Qualificazione6,35 m
Nove atlete ottengono la misura richiesta. Ad esse sono aggiunti i 3 migliori salti, fino a 6,30 m.

La miglior prestazione appartiene a Heide Rosendahl (Germania Ovest), con 6,54 m.

Stupisce l'eliminazione della campionessa europea, Irena Szewińska. La polacca piazza un nullo, poi 6,19 e quindi un nullo.
| Pos.    | Atleta                 | Nazione          | Prove | Prove | Prove | Misura | Note |
| Pos.    | Atleta                 | Nazione          | 1°    | 2°    | 3°    | Misura | Note |
| ------- | ---------------------- | ---------------- | ----- | ----- | ----- | ------ | ---- |
| Oro     | Heide Rosendahl        | Germania Ovest   | n     | 6,54  | -     | 6,54   | Q    |
| Argento | Violet Odogwu          | Nigeria          | 6,45  | 6,09  | -     | 6,45   | Q    |
| Bronzo  | Sheila Parkin-Sherwood | Gran Bretagna    | 6,42  | -     | -     | 6,42   | Q    |
| 4       | Bärbel Löhnert         | Germania Est     | 6,35  | -     | -     | 6,35   | Q    |
| 5       | Tat'jana Talyševa      | Unione Sovietica | 6,34  | 6,30  | 6,28  | 6,34   | q    |
| 6       | Maureen Barton-Chitty  | Gran Bretagna    | 6,27  | n     | 6,34  | 6,34   | q    |
| 7       | Martha Rae Watson      | Stati Uniti      | 6,30  | 6,18  | 5,99  | 6,30   | q    |
| 8       | Irena Szewińska        | Polonia          | n     | 6,19  | n     | 6,19   |      |
| 9       | Etelka Kispál          | Ungheria         | 5,98  | 5,93  | n     | 5,98   |      |
| 10      | Mercedes Román         | Messico          | 5,75  | n     | 5,72  | 5,75   |      |
| 11      | Gunilla Cederström     | Svezia           | n     | 5,57  | 5,72  | 5,72   |      |
| 12      | Alice Annum            | Ghana            | 5,57  | 5,43  | 5,61  | 5,61   |      |
| 13      | Jean Robotham          | Costa Rica       | 4,75  | 4,55  | 4,40  | 4,75   |      |
| -       | Sieglinde Ammann       | Svizzera         | n     | n     | n     | NM     |      |

| Pos. | Atleta               | Nazione          | Prove | Prove | Prove | Misura | Note |
| Pos. | Atleta               | Nazione          | 1°    | 2°    | 3°    | Misura | Note |
| ---- | -------------------- | ---------------- | ----- | ----- | ----- | ------ | ---- |
| 1    | Berit Berthelsen     | Norvegia         | 6,32  | 6,48  | -     | 6,48   | Q    |
| 2    | Viorica Viscopoleanu | Romania          | 6,48  | -     | -     | 6,48   | Q    |
| 3    | Mirosława Sarna      | Polonia          | 6.32  | 6,44  | -     | 6,44   | Q    |
| 4    | Willye White         | Stati Uniti      | 6,17  | 6,42  | -     | 6,42   | Q    |
| 5    | Ingrid Becker        | Germania Ovest   | 6.25  | 6,40  | -     | 6,40   | Q    |
| 6    | Burghild Wieczorek   | Germania Est     | 6,28  | 6,30  | 6,15  | 6,30   | q    |
| 7    | Ann Wilson           | Gran Bretagna    | 6,10  | 5,85  | 6,30  | 6,30   | q    |
| 8    | Manon Bornholdt      | Germania Ovest   | 6,27  | 6,09  | n     | 6,27   |      |
| 9    | Marcia Garbey        | Cuba             | 5,55  | 6,14  | n     | 6,14   |      |
| 10   | Helēna Ringa         | Unione Sovietica | n     | 5,84  | n     | 5,84   |      |
| 11   | Lin Chun-Yu          | Taiwan           | 5,23  | n     | 5,59  | 5,59   |      |
| -    | Cecilia Sosa         | El Salvador      | n     | n     | n     | NM     |      |
| -    | Annamária Tóth       | Ungheria         | n     | n     | n     | NM     |      |

### Finale
Non c'è una vera favorita. Alla prima prova una sorpresa: la romena Viscopoleanu (personale di 6,59) indovina un salto perfetto a 6,82 con vento nullo. È nuovo record del mondo. L'exploit dà una svolta alla gara. Solo al quinto turno il primato trema per un bel salto della britannica Sherwood, che atterra a 6,68.
| Pos. | Atleta                 | Età | Nazione          | Prove | Prove | Prove | Prove                              | Prove                              | Prove                              | Misura | Note            |
| Pos. | Atleta                 | Età | Nazione          | 1°    | 2°    | 3°    | 4°                                 | 5°                                 | 6°                                 | Misura | Note            |
| ---- | ---------------------- | --- | ---------------- | ----- | ----- | ----- | ---------------------------------- | ---------------------------------- | ---------------------------------- | ------ | --------------- |
| 1    | Viorica Viscopoleanu   | 29  | Romania          | 6,82  | n     | 6,64  | 6,54                               | 6,52                               | 6,57                               | 6,82   | Record mondiale |
| 2    | Sheila Parkin-Sherwood | 22  | Gran Bretagna    | 6,60  | n     | 6,50  | 6,59                               | 6,68                               | 6,61                               | 6,68   |                 |
| 3    | Tat'jana Talyševa      | 30  | Unione Sovietica | 6,55  | 6,66  | 5,38  | 6,38                               | 4,49                               | n                                  | 6,66   |                 |
| 4    | Burghild Wieczorek     | 25  | Germania Est     | n     | 6,48  | 6,45  | 6,33                               | 6,42                               | 6,25                               | 6,48   |                 |
| 5    | Mirosława Sarna        | 26  | Polonia          | 6,47  | n     | 4,98  | 6,44                               | 6,31                               | 6,45                               | 6,47   |                 |
| 6    | Ingrid Becker          | 26  | Germania Ovest   | n     | 6,32  | n     | 6,43                               | n                                  | 6,27                               | 6,43   |                 |
| 7    | Berit Berthelsen       | 24  | Norvegia         | 6,38  | 6,40  | 6,27  | 6,22                               | n                                  | 6,32                               | 6,40   |                 |
| 8    | Heide Rosendahl        | 21  | Germania Ovest   | n     | n     | 6,24  | 6,05                               | 6,37                               | 6,40                               | 6,40   |                 |
| 9    | Violet Odogwu          | 26  | Nigeria          | 6,23  | 5,89  | 6,15  | Non qualificate per i salti finali | Non qualificate per i salti finali | Non qualificate per i salti finali | 6,23   |                 |
| 10   | Martha Rae Watson      | 22  | Stati Uniti      | 6,20  | n     | 6,06  | Non qualificate per i salti finali | Non qualificate per i salti finali | Non qualificate per i salti finali | 6,20   |                 |
| 11   | Willye White           | 28  | Stati Uniti      | 6,01  | 5,44  | 6,08  | Non qualificate per i salti finali | Non qualificate per i salti finali | Non qualificate per i salti finali | 6,08   |                 |
| 12   | Maureen Barton-Chitty  | 20  | Gran Bretagna    | 5,93  | n     | 5,95  | Non qualificate per i salti finali | Non qualificate per i salti finali | Non qualificate per i salti finali | 5,95   |                 |
| 13   | Ann Wilson             | 19  | Gran Bretagna    | n     | 5,90  | 5,59  | Non qualificate per i salti finali | Non qualificate per i salti finali | Non qualificate per i salti finali | 5,90   |                 |
| 14   | Bärbel Löhnert         | 26  | Germania Est     | n     | n     | 4,49  | Non qualificate per i salti finali | Non qualificate per i salti finali | Non qualificate per i salti finali | 4,49   |                 |